# Inkontinens
Inkontinens er et begreb, der beskriver ufrivillig vandladning fra blæren (urininkontinens). Hvornår og hvordan det sker, varierer af typen af inkontinens. Der findes flere typer af urininkontinens som stressinkontinens, trang-inkontinens, blandingsinkontinens og overløbsinkontinens.
Inkontinens er en hyppig tilstand verden over. Der er ca. 400.000, som døjer med inkontinens i Danmarks befolkning, hvor 2/3 af dem er kvinder. Helt op til 70% af tilfældene kan kureres med behandling. Det er derfor en god ide at se sin læge, hvis man lider af inkontinens. Det er et fælles problem, og at se sin praktiserende læge kan være det første skridt til at styre det. I mange tilfælde kan det blive helbredt.

## Behandling af inkontinens
Her er en række måder at behandlinger og håndtere inkontinens. Hvis du oplever inkontinens, vil din blæremuskler være ustabile og årsag til ufrivillig vandladning
Behandling af inkontinens afhænger af den type inkontinens, du har og graden af symptomer. Behandlinger, som ikke involverer medicin eller kirurgi, omfatter:
· Livsstilsændringer
· Bækkenbundstræning (Kegel øvelser)
· Blæretræning
De forskellige øvelser og behandlinger er beskrevet nedenfor:

### Livstilsændringer
Forkert livstil kan lede til inkontinens f.eks. overvægt, rygning og ingen motion. Derfor kan man ændre sin livsstil ved f.eks. vægttab, rygestop og regelmæssig motion.

### Bækkenbundstræning
Bækkenbundsmuskler er en gruppe muskler, der spiller en vigtig rolle i støtten og lukning af blæren. Bækkenbundsøvelser er nyttige til at forebygge inkontinens, og nogle undersøgelser har også vist en positiv effekt på seksuel oplevelse for både mænd og kvinder. Bækkenbundsøvelser er nemme at lave og en effektiv måde at styrke bækkenbundsmusklerne. 
- Spænd bækkenbundsmusklerne (Det vil sige, at du klemmer sammen). Hold  samen i 10 sekunder og slap, af mens du tæller til 10.
- Gentag knibeøvelsen 10-20 gange, tre gange dagligt
- Nogen skal starte langsommere og derefter arbejde sig op til  de10 sekunder.

Blæretræning:
Blæretræning øver en i at holde på vandet:
· Knibeøvelser
· Planlagt toiletbesøg: Det vil sige, du har en tidsplan for, hvornår du skal gå på toilettet
· Forsinkelse af vandladning: når du holder dig længere. For eksempel hvis du føler du skal tisse efter 1 time, så prøv at hold dig i 1 time og 5 minutter. I stedet for at gå på toilettet med det samme
Hvis disse metoder ikke virker, kan medicin eller kirurgi overvejes.

### Medicin
Der findes flere typer receptpligtige mediciner til at behandle inkontinens. De medicinske behandling afhænger af hvilken inkontinens man har.

### Kirurgi
Kirurgi kan anvendes, hvis årsagen til inkontinens fx er pga. nerveskader. 